# شبكة مظلمة

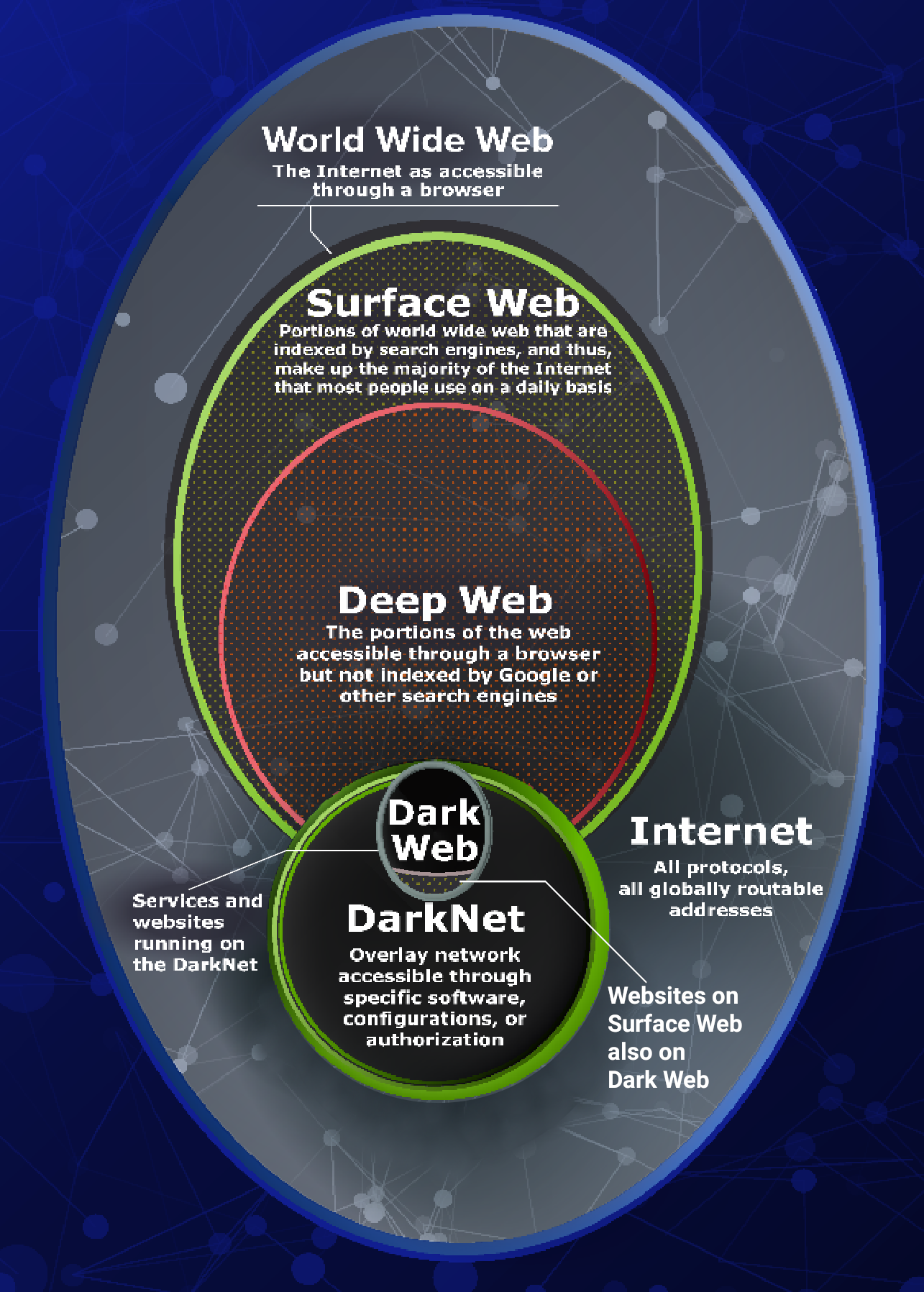
مقارنة بين الويب المظلم وأجزاء أخرى من الإنترنت.

الشبكة المظلمة أو حرفيًّا دارك نت (بالإنجليزية: Darknet)‏ هي شبكة خاصة حيث يتم الاتصال فيها فقط بين النظراء الموثوقين يتم تسميتهم أحياناً «أصدقاء» وذلك عبر ميثاق اتصالات ومنافذ غير قياسية.
تختلف الشبكات المظلمة عن الشبكات العليا الند للند الموزعة بأنها مشاركة مجهولة أي أن عنوان بروتوكول الإنترنت لا تتم مشاركته عمومًا. وقد تم اعتماد التسمية على نطاق واسع واستخدمت من مصادر وسائل الإعلام الرئيسية بما في ذلك رولينج ستون ومجلة وايرد.
شاع استخدام مصطلح "الدارك نت" من قبل وسائل الإعلام الرئيسية وارتبط بخدمات تور أونيون، على الرغم من أن المصطلحات غير رسمية. تهدف التكنولوجيا مثل تور ومشروع الإنترنت المخفية، وفرينت إلى الدفاع عن الحقوق الرقمية من خلال توفير الأمان، وإخفاء الهوية، أو مقاومة الرقابة، وتُستخدم لأسباب قانونية وغير قانونية على حد سواء.